# Even Wetten
Even Gabrielsen Wetten, né le 12 août 1982 à Hamar, est un patineur de vitesse norvégien. 

## Carrière
Il a commencé sa carrière internationale en 2000, il a ensuite obtenu deux médailles mondiales en 2005, l'or sur le 1 000 m et le bronze sur le 1 500 m puis participé aux Jeux olympiques d'hiver de 2006. En 2007, à l'âge de 25 ans, il décide de mettre à terme définitivement à sa carrière sportive à cause d'un manque de motivation.

## Palmarès

### Championnats du monde
- Médaille d'or en 2005 sur le 1 000 m.
- Médaille de bronze en 2005 sur le 1 500 m.

#### Coupe du monde
- 3 podiums.